# Bongénie Grieder
Bongénie Grieder ist die Dachmarke, unter der die Brunschwig & Cie SA, eine Tochtergesellschaft der Brunschwig Holding SA mit Sitz in Genf, firmiert. Insgesamt werden vom Westschweizer Unternehmen acht Bongénie- und neun Grieder-Modehäuser betrieben (Bongénie in der französischsprachigen Schweiz und Grieder in der deutschsprachigen Schweiz).

## Geschichte

Plakat von Burkhard Mangold, 1913

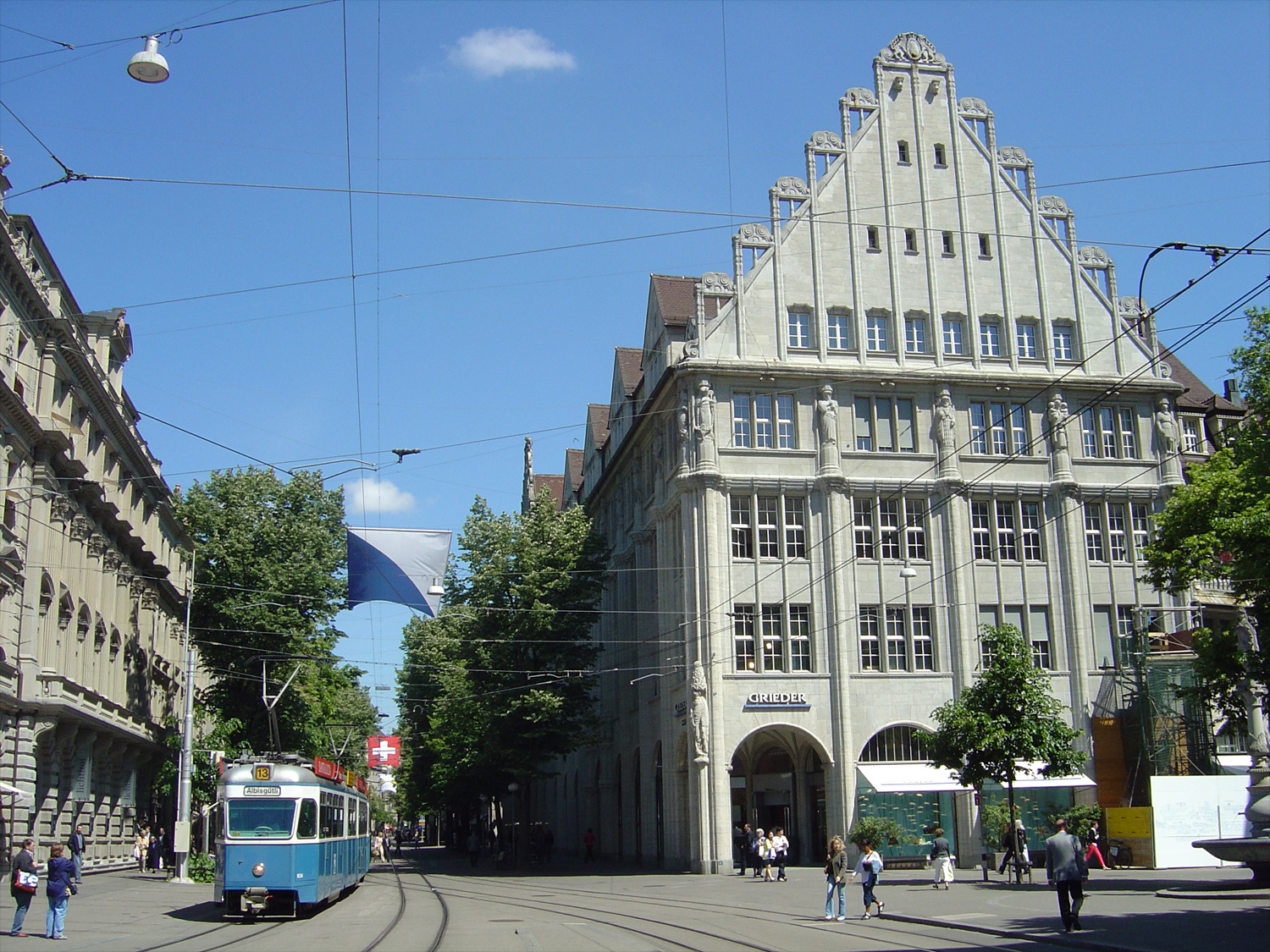
Grieder in der Bahnhofstrasse (Zürich)

Adolphe Brunschwig eröffnete im Jahre 1891 das erste Geschäft unter dem Namen Bon Génie in Genf als eine Art Basar für die Arbeiterklasse. 1903 eröffnete er eine Niederlassung in Lausanne, zunächst unter dem Namen «La Ménagère» («Die Hausfrau») und später unter dem Namen Bon Génie. Sein Sohn Emile übernahm 1920 die Leitung der Geschäfte. Im Jahr 1947 nahmen die Geschäfte die Möbelartikel aus dem Sortiment und konzentrierten sich fortan auf den Verkauf von Modeartikeln.
In den 1950er Jahren organisierte die Filiale Bon Génie unter der Leitung der dritten Generation mit Michel und Jean-Jacques Brunschwig in Genf Paraden und Modefotoserien, die das Image des Hauses als Hochburg der Eleganz in der Schweiz hervorheben sollten. Die Gruppe folgte zunehmend dem Konzept der Speciality Stores in den USA.

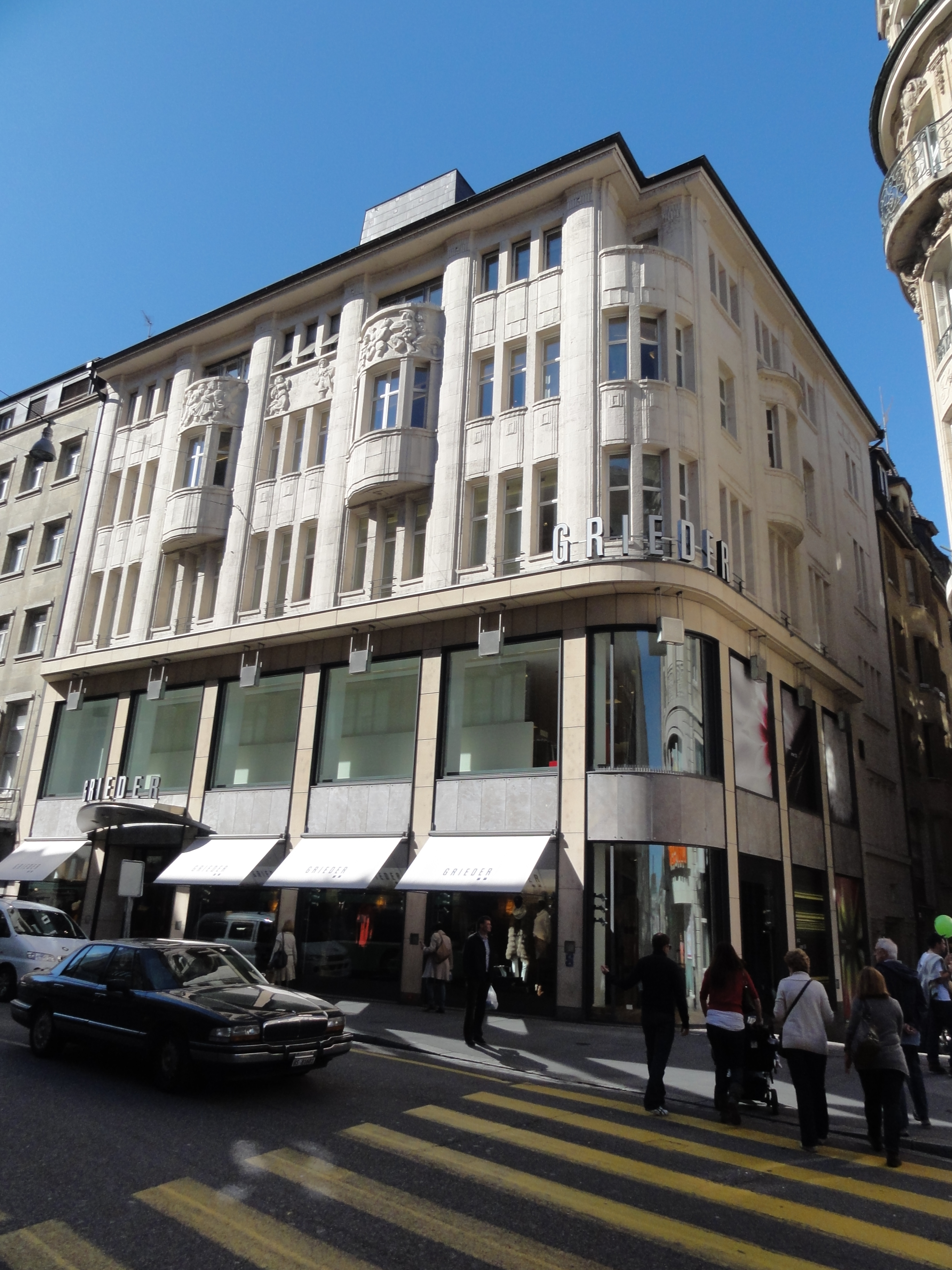
Grieder in der Eisengasse (Basel)

Vom Handel mit Haushaltsgegenständen in den ersten Jahren haben sich die Bongénie-Filialen nach und nach auf den Verkauf von Prêt-à-porter-Mode, Accessoires, Parfums, Kosmetik- und Deko-Artikel spezialisiert. Das Angebot umfasst eine Auswahl für Herren, Damen und Kinder mit Luxus-Marken aus der Mitte des oberen Segments wie Chanel, Gucci, Balenciaga, Stella McCartney, Valentino, Max Mara, Brunello Cucinelli, Ermenegildo Zegna und Tom Ford.
Im Jahr 1972 übernahm die Brunschwig-Gruppe die Bekleidungskette Grieder in der deutschsprachigen Schweiz und eröffnete daraufhin ein Geschäft in Zürich. Später folgte der Rückkauf des Hauses Weilemann in Bern sowie des Geschäftes Merkur in Basel, die beide zu Grieder-Filialen wurden.
Die Tochtergesellschaft Brunschwig & Cie SA erzielte unter der Marke 2013 einen Umsatz von 207 Millionen CHF.

## Verkaufspunkte
Insgesamt 17 Filialen in der Schweiz:
- 2 Bongénie-Filialen in Genf
- 1 Bongénie-Filiale am Flughafen Genf
- 1 Bongénie-Filiale in Lausanne
- 2 Bongénie-Filialen in Chavannes
- 1 Bongénie-Filiale in Monthey
- 1 Bongénie-Filiale in Siders
- 1 Grieder-Filiale in Zürich
- 1 Grieder-Filiale im 5-Sterne-Hotel Dolder Grieder in Zürich
- 3 Grieder-Filialen am Flughafen Zürich
- 1 Grieder-Filiale in Bern
- 1 Grieder-Filiale in Basel
- 1 Grieder-Filiale in Luzern
- 1 Grieder-Filiale in Interlaken

## Muttergesellschaft
Die Brunschwig Holding AG ist ein familiengeführtes Unternehmen mit Sitz in Genf und besitzt Anteile an der Hofstetter Sports AG (Sportgeschäft in Genf), der MXM AG (Max Mara und Weekend en Suisse) der Buzzano AG, der Eugène Baud AG sowie an der Kommunikationsagentur Transphere und dem Büro für Innenarchitektur Version B. Seit den 1980er Jahren wird das Unternehmen in vierter Generation von den Cousins Anne-Marie de Picciotto, Jean-Marc, Nicolas und Pierre Brunschwig geführt. Die Gruppe besitzt auch vier Restaurants und einen E-Shop.